# Арзуманян Сумбат Хачатурович
Арзуманян Сумбат Хачатурович (17 листопада 1917, Гюнейкалер, Мартунинський район, Нагірно-Карабаська автономна область — 17 червня 2003, Берестя) — один із керівників партизанського руху на території Берестейської області в роки Німецько-радянської війни.
Член КПРС із 1946 року. У 1959 році закінчив Чернівецький університет. Із липня 1941 р. на фронті. У партизанах з вересня 1941 р. командир взводу, роти, у жовтні 1943 р. — березні 1944 р. — партизанська бригада імені Й. В. Сталіна. Із 1945 року в КДБ, із 1959 року на господарській роботі в Чернівцях та Бересті. Автор спогадів «Земля горіла» (1974).

## Нагороди
Нагороджений орденом Червоного Прапора, медалями «За відвагу», «Партизану Вітчизняної війни» I ступеня, «За заслуги», «За перемогу над Німеччиною у Великій Вітчизняній війні 1941—1945 рр»..